# Línea Ōarai Kashima
La Línea Ōarai Kashima (大洗鹿島線 Ōarai Kashima-sen?) es un tren local en la Prefectura de Ibaraki, administrada por Kashima Rinkai Railway.

## Características
La línea posee 15 estaciones, la estación 01 inicial Mito enlaza con la Línea Jōban  y la Línea Suigun, la estación 15 Kashima Soccer Stadium enlazada con Línea Kashima Rinkō (Línea de carga).
La Línea  Ōarai Kashima es una vía férrea de 53 km no electrificada.

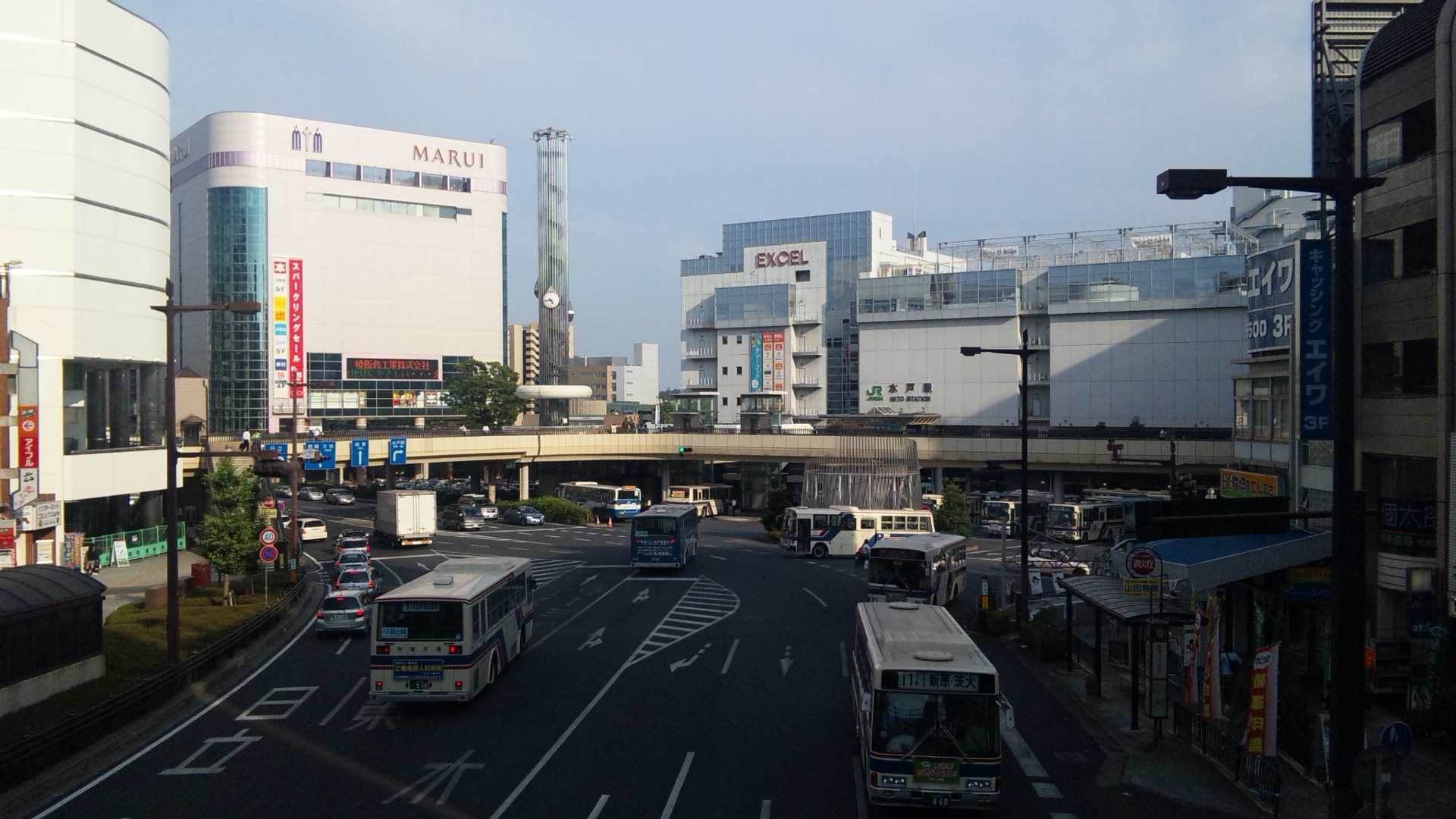
Acceso a la Estación Mito.

## Estaciones
| Línea         | N.º           | Estación                             | Nombre japonés              | Entre estaciones (km) | Distancia total (km) | Transferencias           | Localización |
| ------------- | ------------- | ------------------------------------ | --------------------------- | --------------------- | -------------------- | ------------------------ | ------------ |
| Ōarai Kashima | 01            | Mito                                 | 水戸                        | 0                     | 0                    | Línea Jōban Línea Suigun | Mito         |
| Ōarai Kashima | 02            | Higashi-Mito                         | 東水戸                      | 3.8                   | 3.8                  |                          | Mito         |
| Ōarai Kashima | 03            | Tsunezumi                            | 常澄                        | 4.5                   | 8.3                  |                          | Mito         |
| Ōarai Kashima | 04            | Ōarai                                | 大洗                        | 3.3                   | 11.6                 |                          | Ōarai        |
| Ōarai Kashima | 05            | Hinuma                               | 涸沼                        | 6.4                   | 18.0                 |                          | Hokota       |
| Ōarai Kashima | 06            | Kashima-Asahi                        | 鹿島旭                      | 4.8                   | 22.8                 |                          | Hokota       |
| Ōarai Kashima | 07            | Tokushuku                            | 徳宿                        | 3.9                   | 26.7                 |                          | Hokota       |
| Ōarai Kashima | 08            | Shin-Hokota                          | 新鉾田                      | 4.3                   | 31.0                 |                          | Hokota       |
| Ōarai Kashima | 09            | Kitaurakohan                         | 北浦湖畔                    | 3.9                   | 34.9                 |                          | Hokota       |
| Ōarai Kashima | 10            | Taiyō                                | 大洋                        | 4.1                   | 39.0                 |                          | Hokota       |
| Ōarai Kashima | 11            | Kashimanada                          | 鹿島灘                      | 4.1                   | 43.1                 |                          | Kashima      |
| Ōarai Kashima | 12            | Kashima-Ōno                          | 鹿島大野                    | 3.0                   | 46.1                 |                          | Kashima      |
| Ōarai Kashima | 13            | Chōjagahama Shiosai Hamanasu Kōenmae | 長者ヶ浜潮騒 はまなす公園前 | 2.3                   | 48.4                 |                          | Kashima      |
| Ōarai Kashima | 14            | Kōyadai                              | 荒野台                      | 1.7                   | 50.1                 |                          | Kashima      |
| Ōarai Kashima | 15            | Kashima Soccer Stadium               | 鹿島サッカースタジアム      | 2.9                   | 53.0                 | Línea Kashima Rinkō      | Kashima      |
| Kashima Line  | 15            | Kashima Soccer Stadium               | 鹿島サッカースタジアム      | 2.9                   | 53.0                 | Línea Kashima Rinkō      | Kashima      |
| n/a           | Kashima-Jingū | 鹿島神宮                             | 3.2                         | n/a                   | Línea Kashima        |                          | Kashima      |

n/a: no aplica

## Apertura
La línea se abrió el 14 de marzo de 1985 entre las estaciones Mito y Kita-Kashima (ahora llamada Kashima Soccer Stadium).